# بستان الخياط (حيفا)

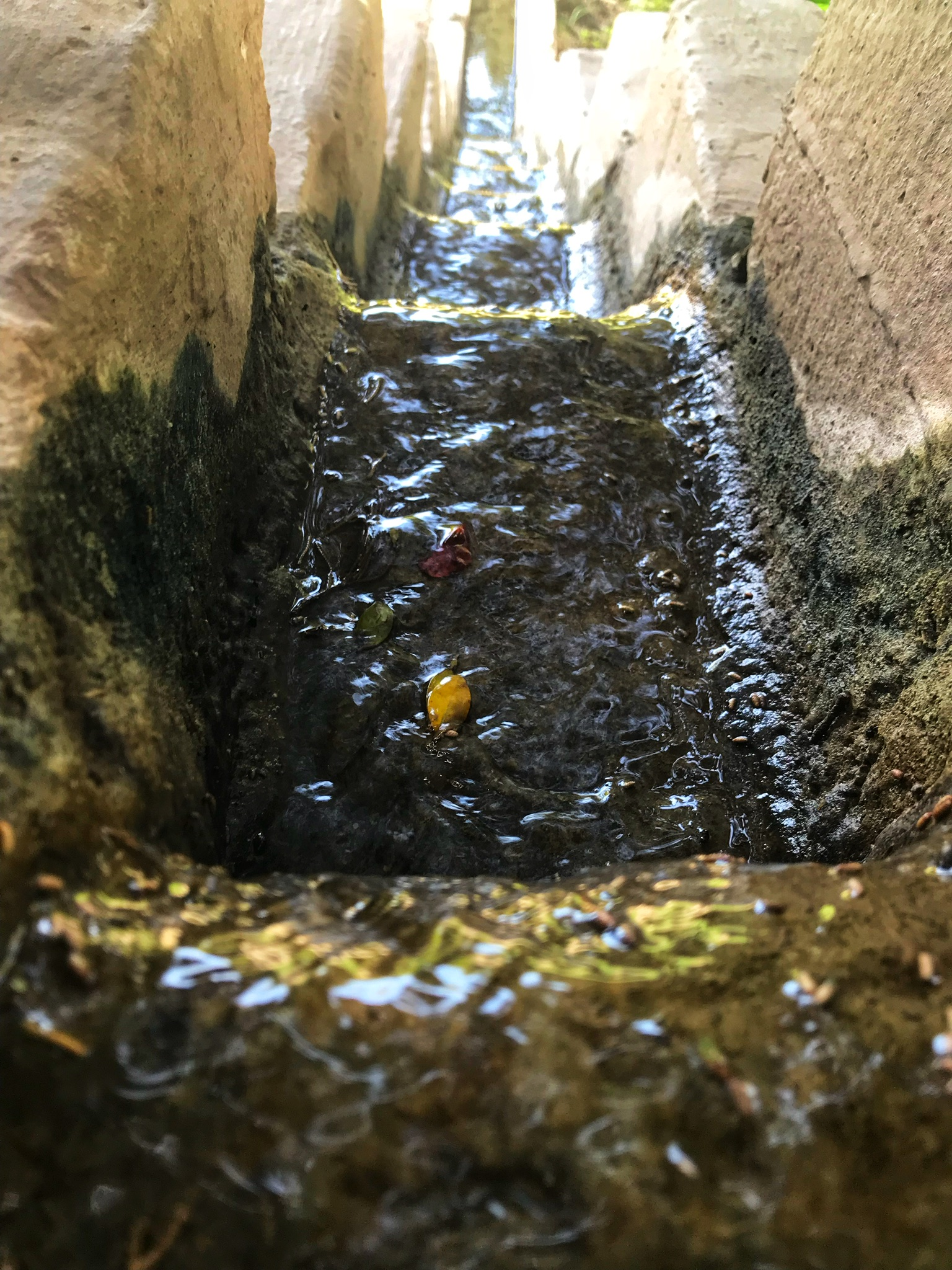
قناة في بستان الخياط في حيفا

بستان الخيّاط، هو حديقة اثرية تقع في وادي السيّاح على منحدرات جبال الكرمل. هو أحد البساتين التي اشتهرت بجمالها في حيفا، قبل عام 1948.
يمتد البستان على مساحة تقارب السبعة دونمات، ويمثل بستانًا عربيًا أصيلًا في هندسته. يوجد في البستان أشجار التين والرمان والتوت والزيتون والنخيل، تُسقى بمجموعة من قنوات الري التي تستمد المياه من النبعة الطبيعيّة في وادي السيّاح. وادي السّيّاح - من الفعل ساح، تنزّه أو يقال السائح هو المتنزّه في البريّة – الواقع عند المنحدرات الغربيّة لجبل الكرمل، والذي يُعتبر استثنائيًّا مقارنة ببقيّة الأودية الأخرى في حيفا. إنّه حالة فريدة لوادٍ جبليّ يتّسم بمقوّمات طبيعيّة فريدة وبحضارة إنسانيّة تعود إلى ألف سنة وربّما أكثر، يصبّ في البستان.
كان البستان ملكًا خاصًا لعائلة الخياط. بناه عزيز الخيّاط؛ أحد أكبر أغنياء مدينة حيفا الفلسطينية في عهد الانتداب البريطاني.

## تاريخ البستان
قام عزيز خيّاط (1943-1875)، وهو ابن إحدى العائلات الثرية في أوساط الفلسطينيين في حيفا حتى اليوم، ببناء حديقة رائعة اندمجت ضمن النسيج الطبيعيّ والأثريّ للوادي. هذه الحديقة التي بنيت بالقرب من النبع السفلي، نبع «النبي إيليا»، الذي يدعى أيضًا «عين السياح»، يجمع بين المقومات التصميميّة للبستان المحلّي والحديقة الغربيّة. الحديقة مبنيّة من سلسلة مدرجات تصل البستان مع حيّ الكبابير في الكرمل، حدائق زينة، أشجار مثمرة، شلالات وقنوات ريّ. استخدام الحجارة المغطّاة بالباطون، وفقا لروح الفترة، أضفى على البستان طابعًا حديثًا في فترته.
هنالك رواية أخرى تنصّ على أنّ عائلة الخيّاط قامت بترميم البستان في سنوات الثلاثينات وليس ببناءه. حيث أنّ بناء البستان الفريد الذي يستغل الموارد الطبيعيّة المحيطة يشبه إلى حدّ كبير بستان شبيه في لفتا وفي قصر الحمراء وفي قلعة في ميلانو.
درجت عائلة عزيز خيّاط على التردّد إلى هذا البستان بقصد الاستجمام والترفيه، ومع وفاة عزيز خياط عام 1943، انتقلت ملكيّة هذا البستان إلى ابنته لوسي. وبعد وفاتها عام 1972، انتقل البستان إلى ملكيّة بلديّة حيفا التي أهملته على مدى سنوات طويلة.

## البستان اليوم
يمكن الوصول اليه بالسيارة من الطريق الواصل لمقبرة «كفار سمير». يعاني البستان اليوم من إهمال بلديّة حيفا. هذا الإهمال يطول أيضًا للسكان الفلسطينيين الذين لا زالوا يقطنون المكان. كان هنالك مشروع لطمس معالم البستان وضمّه للمقبرة اليهوديّة المجاورة وتهجير أهله، على الرغم من أنّهم يدفعون ضرائب ومستحقّات البلديّة كاملة. تشكّل ائتلاف قويّ جدًا من سكان حيفا الفلسطينيين ضد قرارات البلديّة فيما يتعلّق بأحياء حيفا العربية واستطاعوا تجميد القرار الخاص بوادي السياح وبستان الخيّاط.
تقوم اليوم «جمعية التطوير الاجتماعي» على تعزيز وتمكين زيارة هذا المعلم والتوعيّة التاريخيّة حول مكانته.

## معرض صور

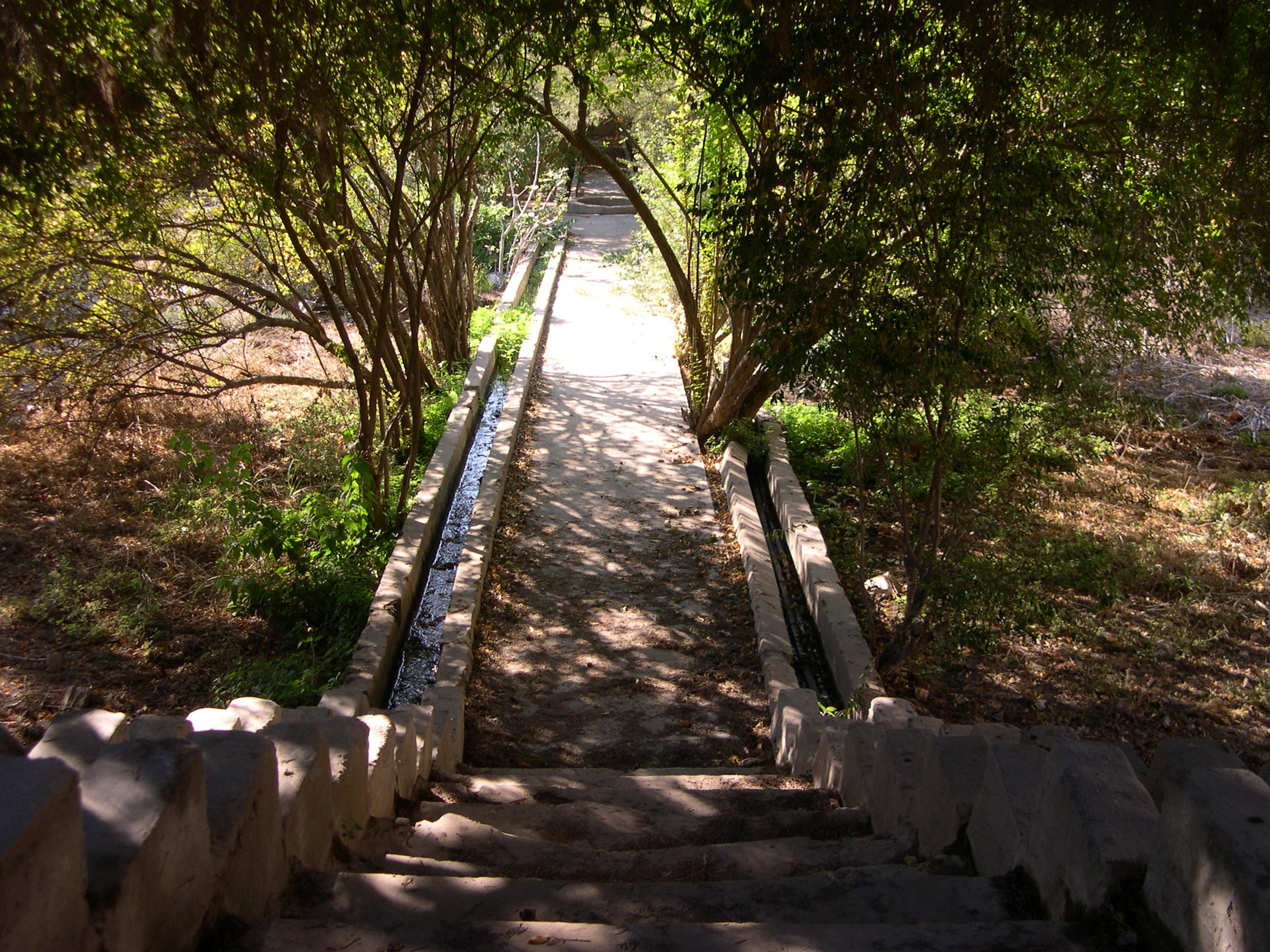
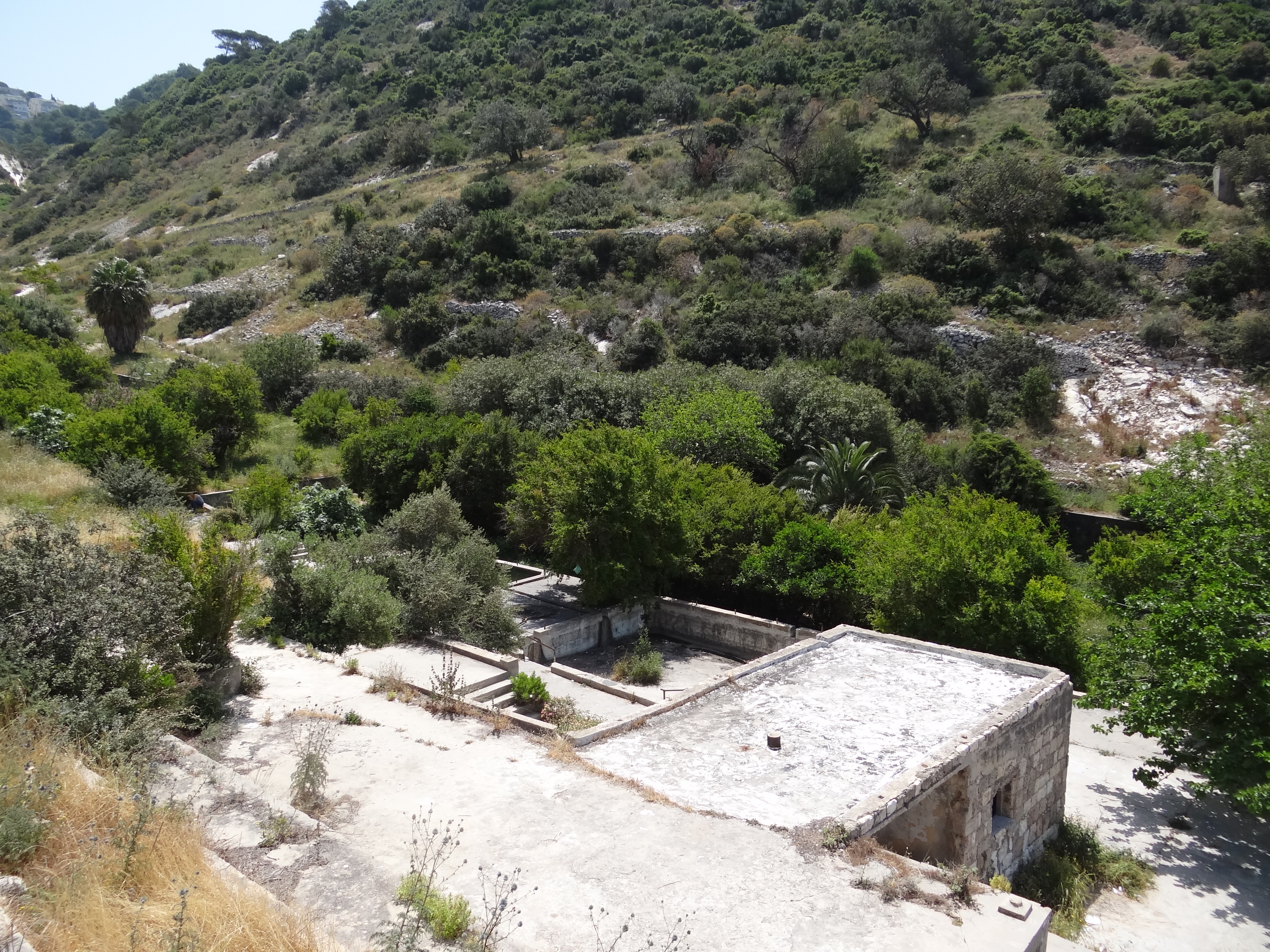
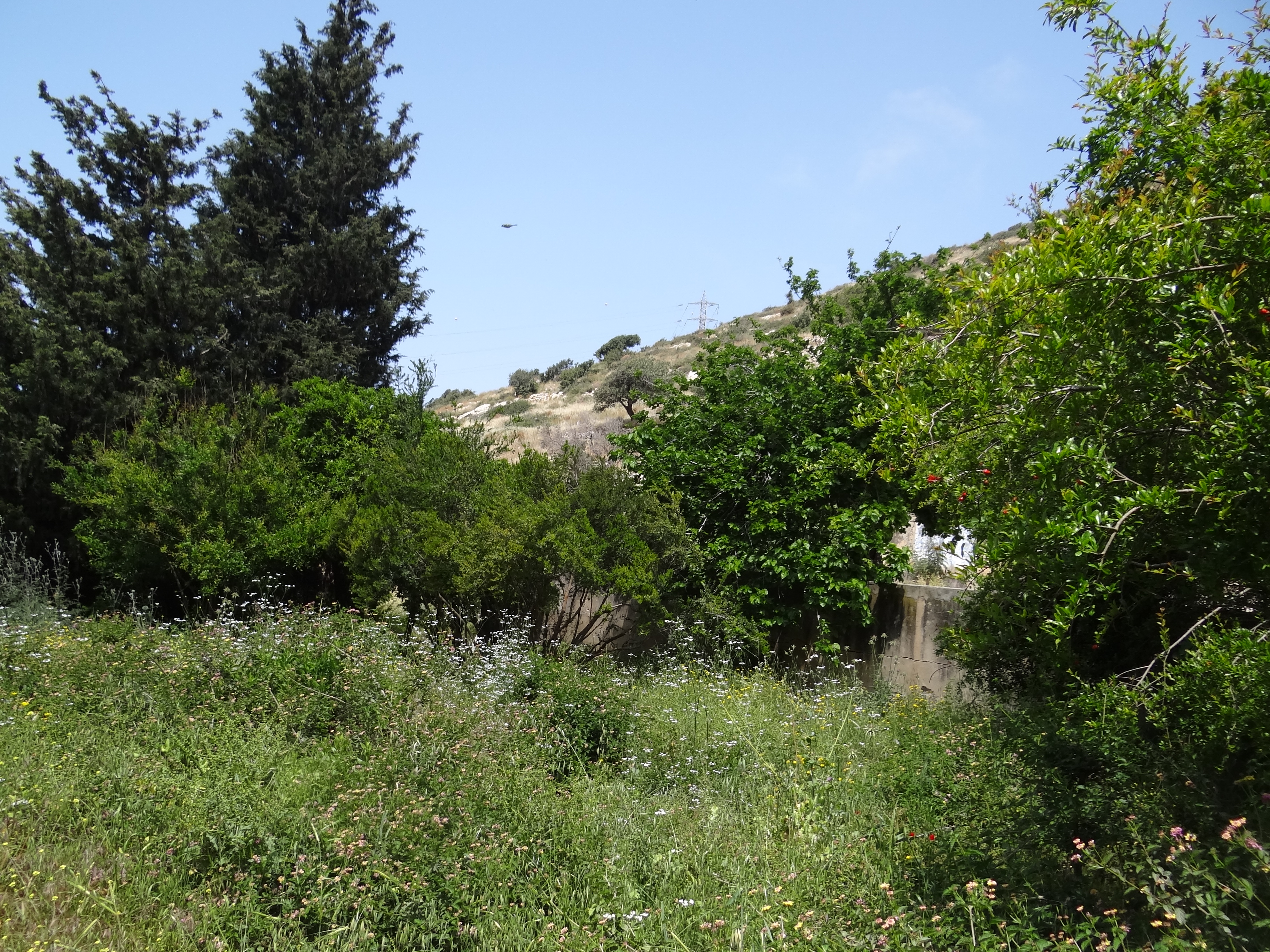
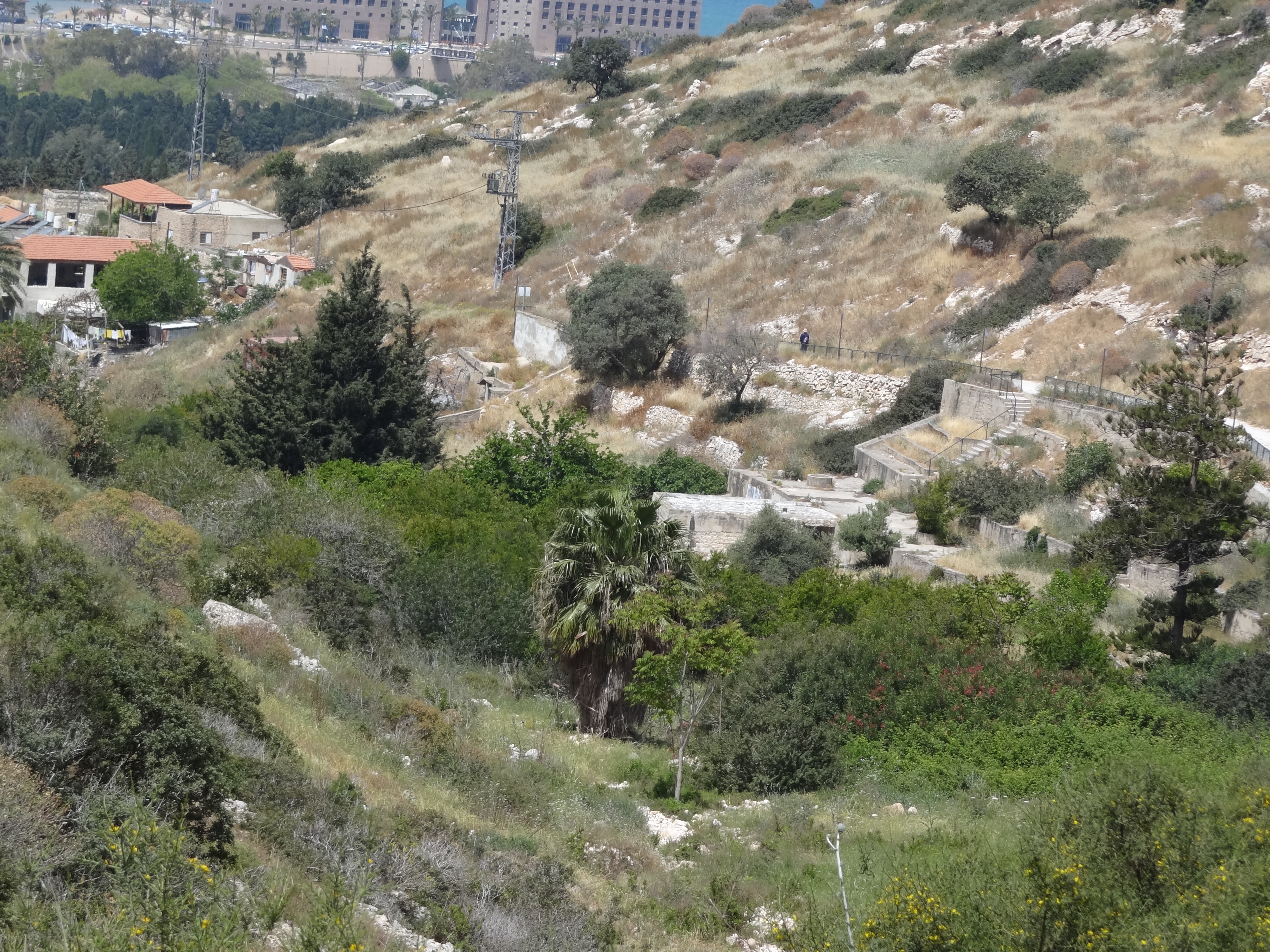
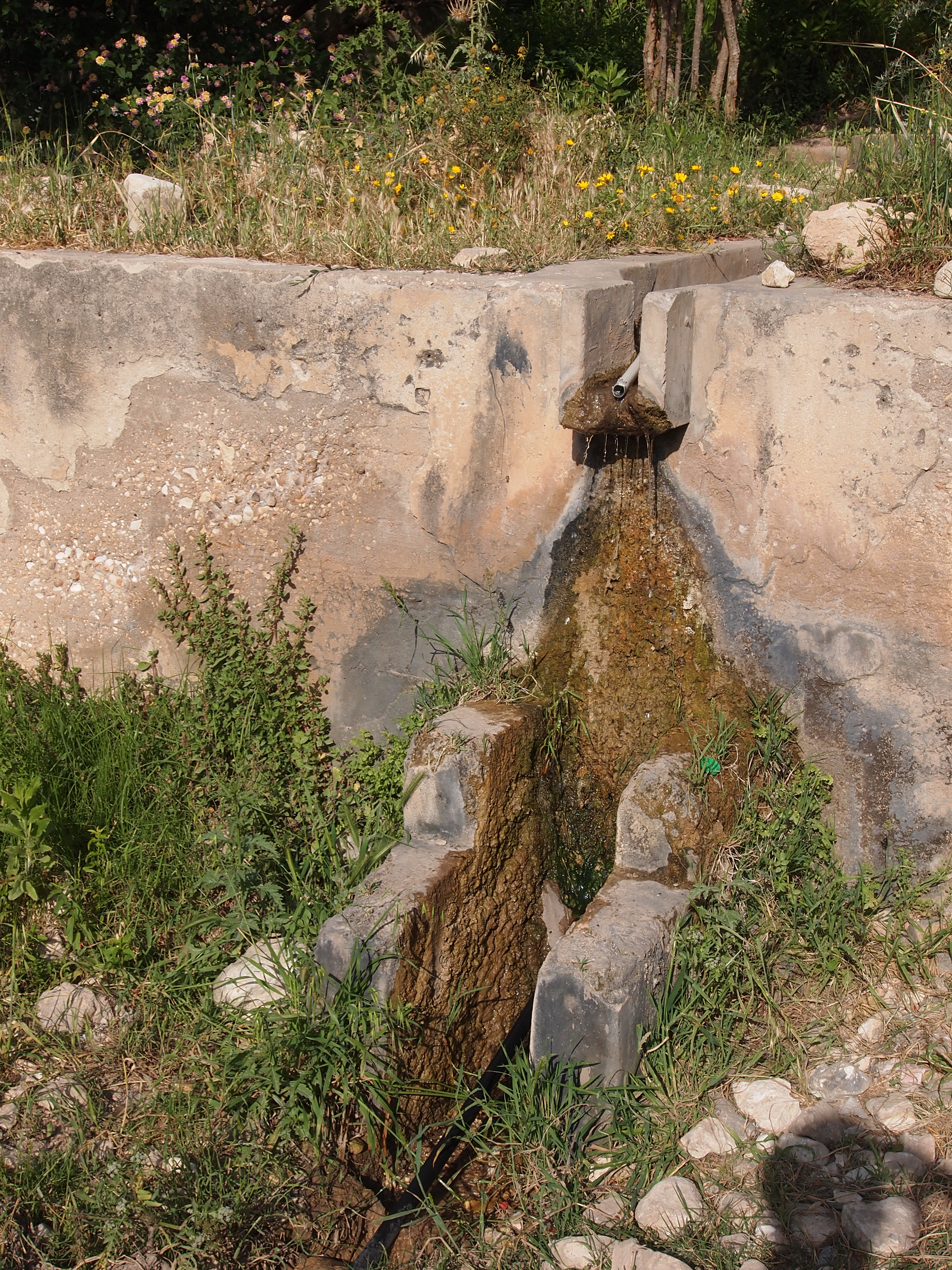
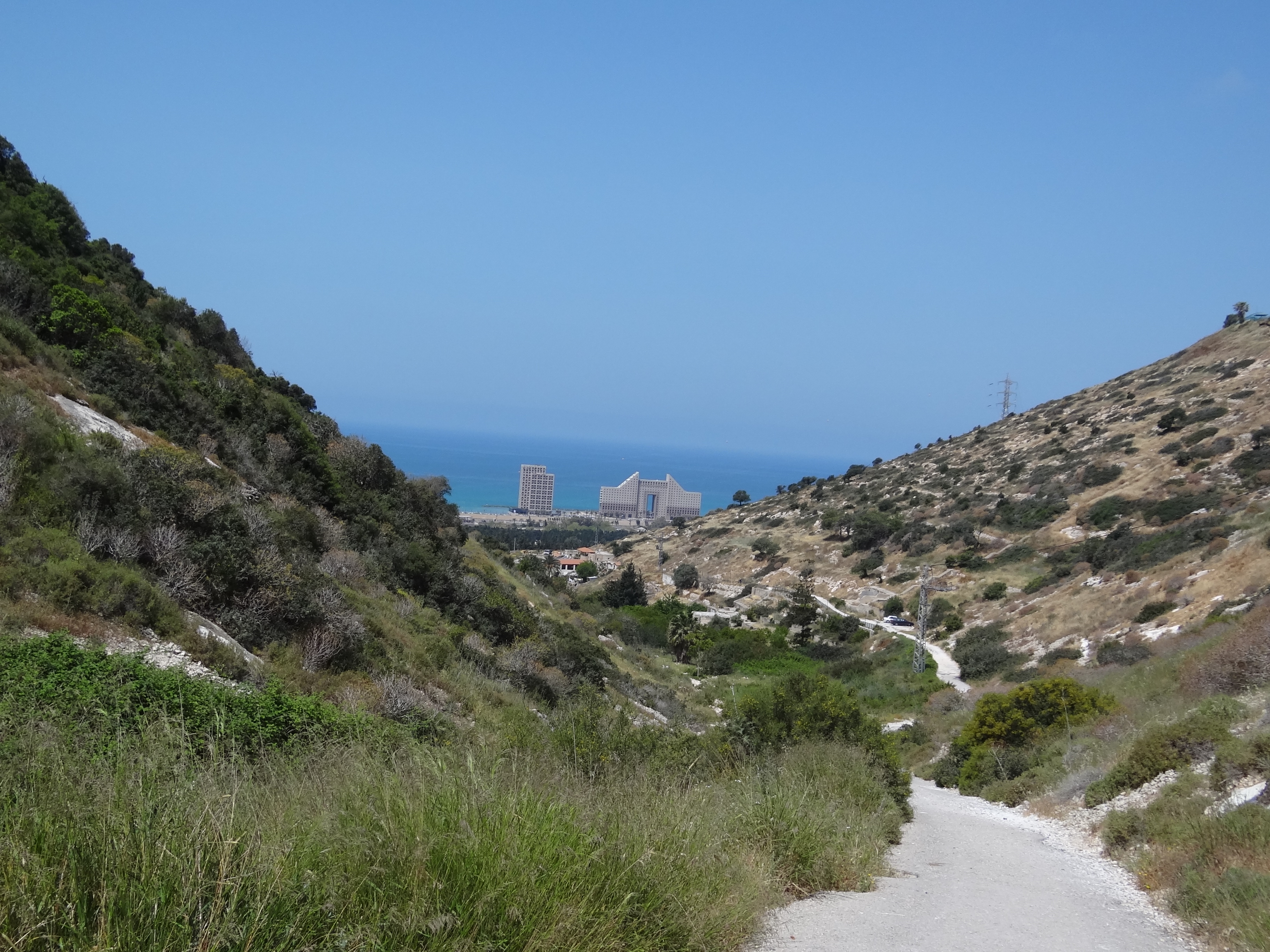